# OZNA

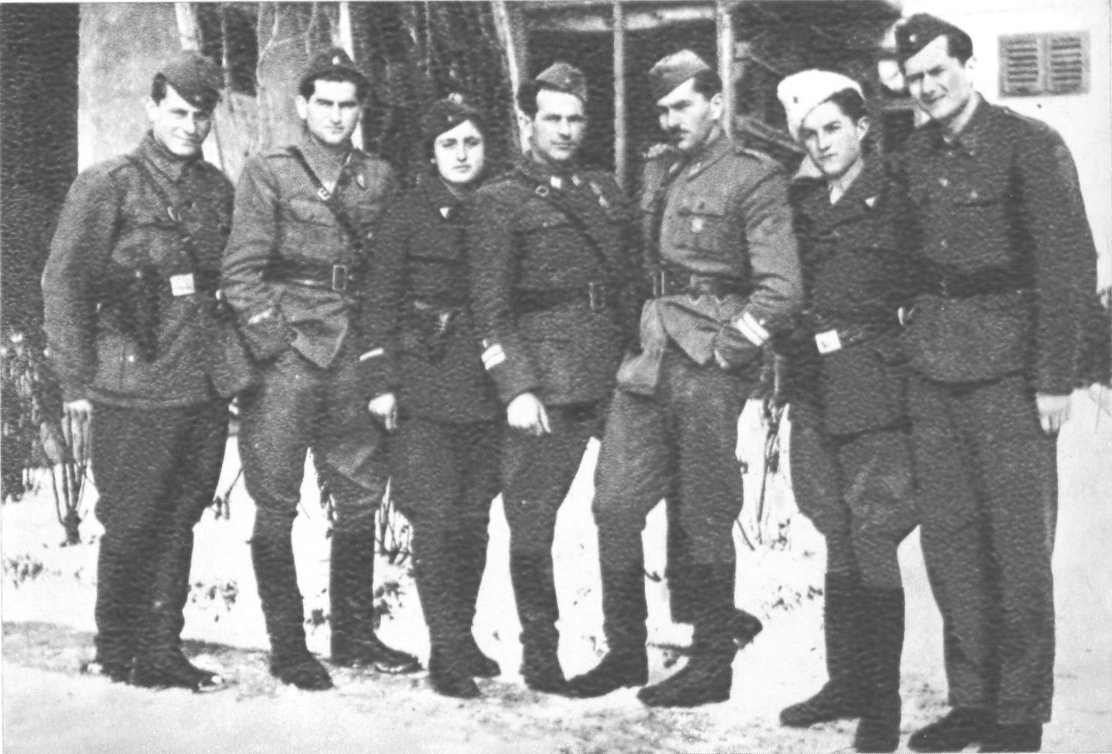
Un corp de l'OZNA composé de 7 partisans en 1944 dans une ville yougoslave.

L'OZNA, acronyme de Odjeljenje za zaštitu naroda, soit Département pour la protection du peuple, était un service de sécurité yougoslave, fondé en mai 1944, durant la Seconde Guerre mondiale, par les Partisans, le mouvement de résistance communiste dirigé par Tito.  

## Activités
Commandé par Aleksandar Ranković, l'OZNA est successivement le service de sécurité des Partisans, puis la police politique du régime communiste yougoslave durant sa première année d'existence. Après la conquête de la Serbie par les Partisans en octobre 1944, l'OZNA met en œuvre des purges politiques à grande échelle, par le biais de commissions extraordinaires chargées de juger les Tchetniks, les partisans de Dimitrije Ljotić et de Milan Nedić, les collaborateurs dans leur ensemble, mais aussi les ennemis politiques des communistes. Plusieurs milliers de personnes périssent au cours des semaines de purges en Serbie. Ce n'est qu'en décembre que des tribunaux réguliers sont mis en place ; les tribunaux militaires continuent cependant d'opérer après cette date.
Dans le même temps, les unités de l'OZNA sont également envoyées au Kosovo pour épauler l'armée yougoslave et mater la rébellion des Albanais qui refusent d'être réintégrés à la Yougoslavie. L'insurrection au Kosovo n'est écrasée qu'à l'été 1945.

## Postérité
En mars 1946, l'OZNA est scindé en deux branches, l'une militaire, le KOS, service de contre-espionnage de l'Armée populaire yougoslave, et l'autre civile, l'UDBA, service secret de la République fédérative populaire de Yougoslavie.